# أحلام مؤجلة (فلم)
أحلام مؤجلة هو فيلم تلفزيوني مغربي من إخراج عبد الرحيم مجد سنة 2015، وبطولة كل من رشيد الوالي، نعيمة إلياس، نجاة خير الله، هشام الإبراهيمي، حسن فولان، وغيرهم.

## القصة
تدور أحداث الفيلم حول «عبد الحي»، البالغ من العمر حوالي أربعين سنة والمتزوج من أرملة مديرة في العمل، يجد نفسه مرغما على تحمل سلطوية زوجته «الحاجة زهرة» رغبة منه أن يصبح مالكا لمصنعها، لكنه يقع في حب خادمتها، التي تحلم بالزواج من «عزيز»، الذي يعمل نادلا في إحدى المقاهي.

## جوائز
حاز الفيلم على ثلاث جوائز تقديرية في فعاليات الدورة الرابعة لمهرجان الفيلم التلفزيوني بمكناس الذي نظم بتاريخ 18 مارس 2015، بدار الثقافة مـحمد المنوني. وقد حصل الفيلم على جائزة أحسن سيناريو لـ رضا عثمان وجائزتي أحسن ممثل وممثلة لبطلا الفيلم رشيد الوالي ونجاة خير الله.